# Парк Слави (Херсон)
Парк Слави — це меморіальний комплекс у Херсоні, заснований у 1967 році. Знаходиться на південь від парку Херсонська фортеця, на південний схід від Катерининського собору. У роки заснування міста територія належала Чорноморському адміралтейству.
У 1966 році була знайдена могила невідомого солдата, загиблого при звільненні Херсона від нацистських загарбників. 13 березня 1967 року останки урочисто перепоховали. 9 травня того ж року було запалено Вічний вогонь, а над похованням був встановлений пам'ятний знак зі словами: «Ти Вітчизні життя віддав i Безсмертний навіки ставши, Невідомий герой-солдат».
Початковий план меморіалу включав фігуру бандуриста, що сидить на кургані. Це символізувало спадкоємність героїзму з часів козацтва, однак Міністерство культури УРСР не схвалило проект.
Архітектори меморіалу — В. Громихін, С. Захаров, Ю. Платонов і скульптор С. Зноба — додали комплексу унікальні ноти класицизму, не характерні для побудов такого типу. Іонічну колону, зведену на могилі Невідомого солдата, вінчає скульптура Слави.
Меморіальні списки включають частини 49-ї гвардійської стрілецької дивізії полковника В. Ф. Маргелова і 295-ї стрілецької дивізії під командуванням полковника А. П. Дорофеева, танкістів генерал-лейтенанта К. В. Свірідова.
13 березня 1969 року в північній частині парку встановлений пам'ятник «Воїнам визволителям від вдячних херсонців» у вигляді танка «Т-34».
У 2013 році у парку було встановлено меморіал «Воїнам-інтернаціоналістам», який було створено на згадку про бійців, загиблих в Афганістані.